# Lipton
Pour les articles homonymes, voir Lipton (homonymie).
 (juillet 2009).
Si vous disposez d'ouvrages ou d'articles de référence ou si vous connaissez des sites web de qualité traitant du thème abordé ici, merci de compléter l'article en donnant les références utiles à sa vérifiabilité et en les liant à la section « Notes et références ».
Lipton est une marque alimentaire britannique spécialisée dans les soupes, le thé et les boissons à base de thé. Créée dans les années 1870 par Thomas Lipton, elle a été la propriété d'Unilever puis a été rachetée par le fonds CVC Capital Partners. La marque Lipton se vend dans plus de 150 pays.
La variété de thé la plus vendue par Lipton est Lipton Yellow Label, qui est du thé noir.
Le thé glacé Lipton Ice Tea est quant à lui commercialisé par PepsiCo.

## Histoire

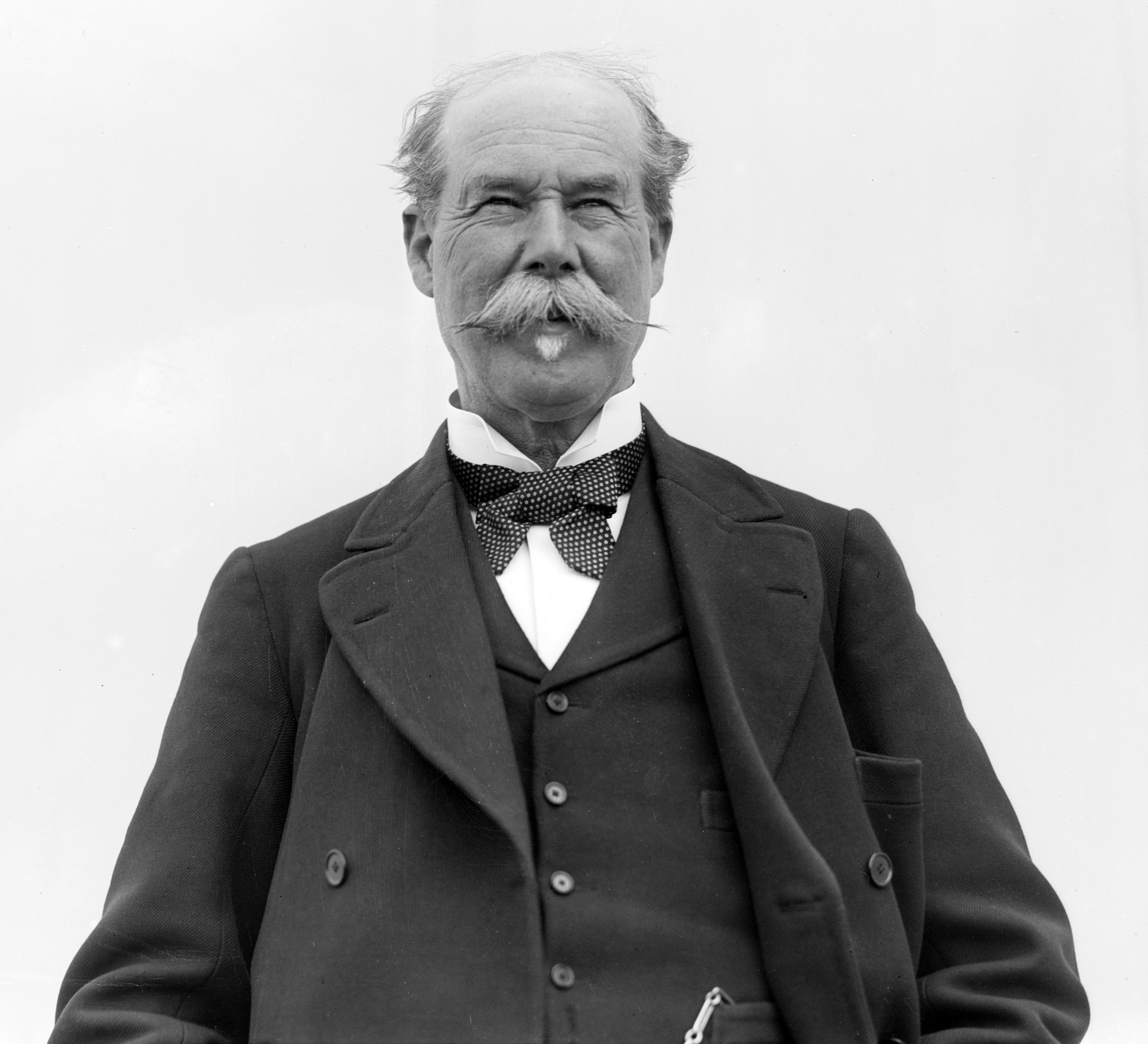
Thomas Lipton

À Glasgow en 1871, le commerçant écossais Thomas Lipton fonde une chaîne d'épiceries qui s'étend dans toute la Grande-Bretagne. Il décide ensuite de se lancer dans le commerce du thé et se rend à Ceylan (actuel Sri Lanka) où il achète des terrains, plante du thé et installe des usines pour industrialiser la production. Il arrive à vendre ses produits standardisés à un prix plus bas que la concurrence dans ses propres magasins ainsi que par d'autres distributeurs et a rapidement du succès au Royaume-Uni et aux États-Unis.
En 2018, Lipton réalise un chiffre d’affaires de plus de 176 millions d’euros dans les grandes et moyennes surfaces.
L'entreprise a été la propriété d'Unilever, puis a été rachetée par le fonds CVC Capital Partners en novembre 2021 pour 4,5 milliards d'euros

## Produits
En 2008, Lipton est la deuxième marque de boisson la plus bue au monde en volume.

### Thé glacé
Le Lipton Ice tea, boisson à base de thé glacé, est vendue en bouteilles et en canettes dans plus de soixante pays, au travers d'une alliance avec PepsiCo qui le distribue.
Cette boisson existe en plusieurs parfums : il existe de l'Ice Tea pêche, framboise, mangue, citron, citron vert, fruits rouges et orange. Une version basse calorie, Ice Tea Light, existe aussi.
Liptonic est la version pétillante du ice tea, elle fut créée a la base pour le cinéma pour remplacer la bière.
La première canette d'Ice Tea apparut aux États-Unis en 1972. Il a fallu attendre plus de vingt ans pour que l'Ice Tea soit commercialisé en France, en 1993. En 2000, Ice Tea était à la troisième place des boissons sans alcool les plus vendues en France[réf. nécessaire], les deux autres étant des sodas bien connus.
Au niveau mondial, cette marque leader et pionnière dans les thés glacés est concurrencée par son challenger Nestea distribué par Nestlé,.

### Soupes
Lipton produit plusieurs variétés de soupes en conserve et en sachets. La plus connue est probablement la soupe Poulet et nouilles, lancée en 1941.
En 1972, Lipton crée la Cup-a-Soup (en), une soupe en sachet conçue pour être dégustée dans une tasse.

## Slogans
Le premier slogan de la marque est direct from tea garden to tea pot (« directement de la plantation à la théière »).
En 2011, le slogan de Lipton est « Tout l'effet Lipton » (Lipton Tea can do that en anglais, traduction : « Le thé Lipton peut le faire/faire ça »).

## Recherche

### Développement durable
À partir de 2002, des producteurs indépendants et Lipton travaillent de manière à respecter des principes éthiques de développement durable mis en place par Unilever dans le cadre d'un partenariat avec des plantations en Afrique de l’Est,  au Kenya (Kericho) et en Tanzanie (Mufundi).[réf. souhaitée]
En 2006, ces plantations sont reconnues par le Global Business Coalition (en) pour leur combat contre le SIDA[réf. à confirmer]. 
Le 6 mai 2009, Lipton devient la première marque de l’industrie du thé à obtenir une certification de la Rainforest Alliance,.

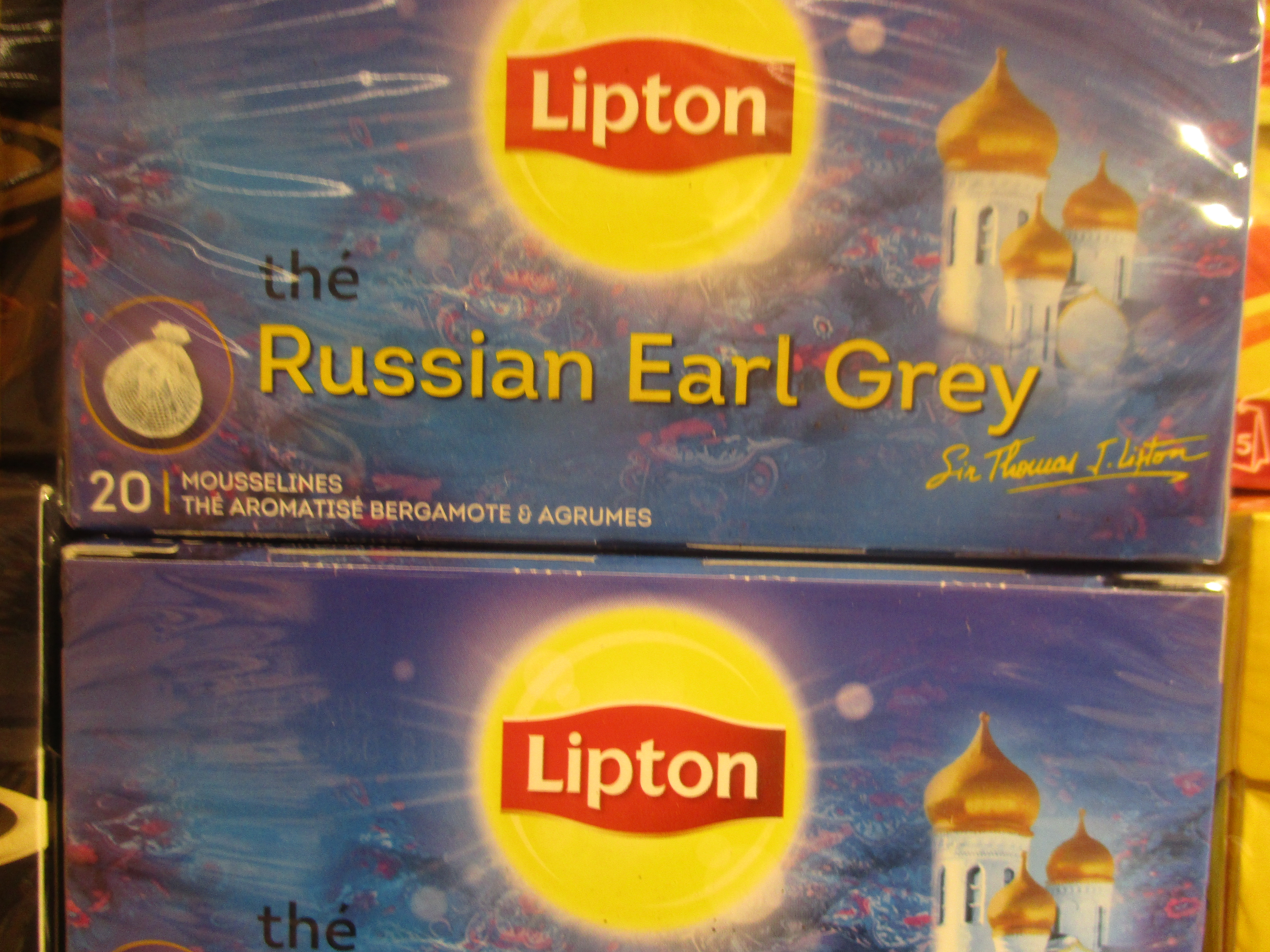
Lipton Russian Earl Grey
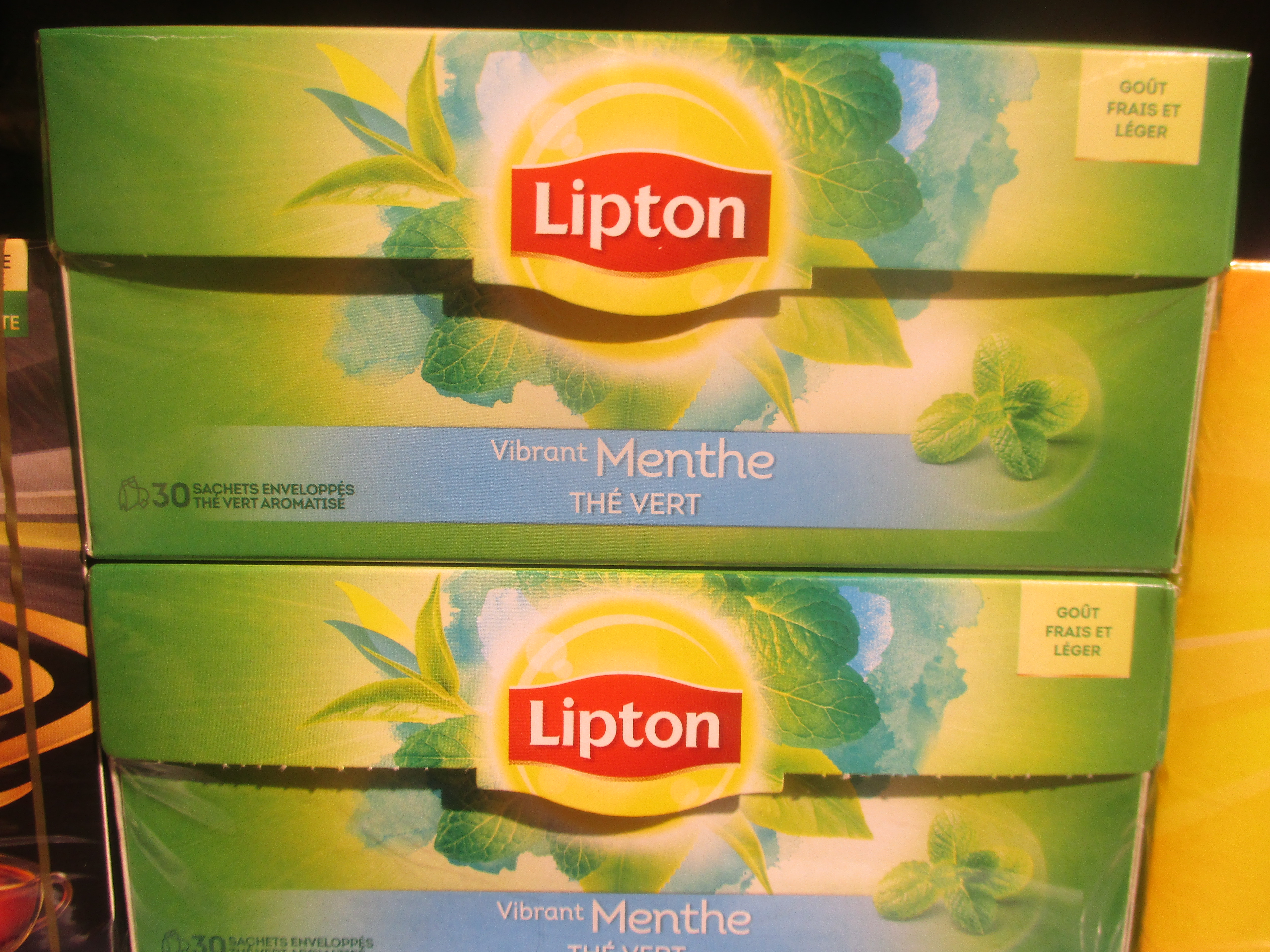
Lipton thé vert

### Tests sur les animaux
Unilever utilise les animaux pour tester une partie de ses produits et de ses principes actifs. Il se déclare cependant en faveur de l'élimination de ces tests tout en continuant à les mettre en pratique. 
Début 2011, le groupe a décidé d'arrêter les tests pour la marque de thé Lipton sous la pression et l'indignation des associations et a capitulé. Ces tests ont notamment été dénoncés comme n'ayant aucune valeur légale. Les tests pratiqués étaient destinés à fournir des arguments de marketing faisant référence à la notion d'alicament pour les thés Lipton.
Ainsi, il a été tenté d'observer si une consommation de thé pouvait :
- atténuer une diarrhée dues à une forte présence de bactéries E.coli chez les porcins.
- diminuer le cholestérol pour des lapins ayant subi un régime riche en matières grasses, en lipides.
- réduire l'inflammation de la paroi intestinale pour des souris ayant ingéré des feuilles de thé.
- réduire les pathologies sur des rats subissant un régime riche en sucres.

Aucune autre décision d'arrêter les tests n'a été évoquée concernant un quelconque autre produit du groupe. Ces tests, selon l'industriel, étant, à sa demande, pratiqués par des tiers.

## Principaux concurrents
Les principaux concurrents sont les marques La Tisanière et Twinings qui appartiennent au groupe ABF (Associated British Foods), Tetley de Tata Global Beverages, Kusmi Tea et Pagès infusions, ainsi que les marques « 1336 » et « SCOP-TI » (bio) fabriquées par la coopérative SCOP-TI à l'usine de Gémenos.